# Paul Tedrow
Paul Tedrow (* 1940 in Ware, Massachusetts) ist ein US-amerikanischer Physiker, der sich mit Festkörperphysik beschäftigt.
Tedrow studierte Physik am Massachusetts Institute of Technology (Bachelor 1961) und wurde 1966 an der Cornell University bei David M. Lee in Tieftemperaturphysik promoviert. In seiner Promotion erforschte er das Phasendiagramm von Helium 3/Helium 4 Mischungen. 1967 bis zu seiner Pensionierung 1998 war er Wissenschaftler am Francis Bitter Magnet Laboratory des MIT. Dort arbeitete er mit Robert Meservey über supraleitendes Tunneln, was Anfang der 1970er Jahre zur Entdeckung des spinpolarisierten Tunnelns von Elektronen führte, eine Grundlage der Spintronik. 1983 war er Gastwissenschaftler an der Stanford University.
2009 erhielt er mit Jagadeesh Moodera (ebenfalls vom MIT), Meservey und Terunobu Miyazaki den Oliver E. Buckley Condensed Matter Prize für ihre Pionierarbeiten in der Spintronik. 1978 wurde er Fellow der American Physical Society.